# Singhalesia
Singhalesia is een geslacht van wantsen uit de familie van de Miridae (Blindwantsen). Het geslacht werd voor het eerst wetenschappelijk beschreven door China & Carvalho in 1905.

## Soorten
Het genus bevat de volgende soorten:

- Singhalesia diabolus (Linnavuori, 1975)
- Singhalesia indica (Poppius, 1913)
- Singhalesia obscuricornis (Poppius, 1915)
- Singhalesia tenuissima (Lindberg, 1958)
- Singhalesia turcica (Seidenstücker, 1959)